# 約采諾

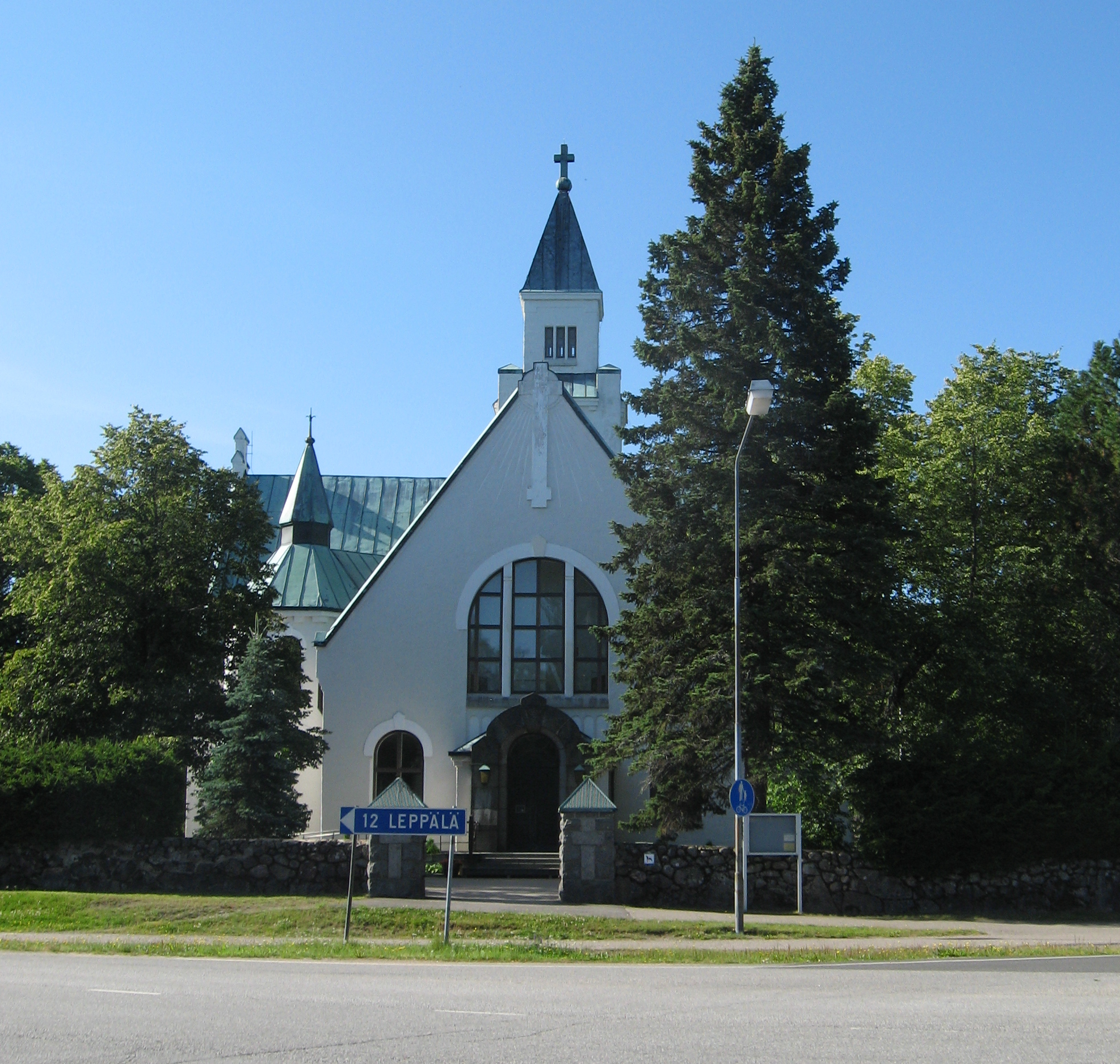
約采諾教堂

約采諾（芬蘭語：Joutseno）是芬蘭一个已废置的市鎮，位於該國東南部，距離首都赫爾辛基250公里，毗鄰與俄羅斯接壤的邊境，在南卡累利阿區内，面積498.8平方公里，海拔高度73米，2004年人口10,821。2009年初时并入拉彭兰塔市。

## 外部連結
61°07′05″N 028°30′35″E / 61.11806°N 28.50972°E